# 大驛潤
大驛 潤（おおえき じゅん- ）は、日本の経営学者、中央学院大学大学院教授

## 来歴
メリーランド大学卒業。東京大学大学院博士後期課程単位取得退学。バブソン大学大学院アントレプレナー･プログラム修了。東京大学助手、九州大学大学大学院特任准教授、スタンフォード大学大学院客員准教授、東京理科大学経営学部・大学院経営学研究科教授を経て、現在、中央学院大学大学院商学研究科教授。経済学博士。

## 主要所属学会
- 経営戦略学会
- 日本マーケティング学会
- ダイレクト・マーケティング学会
- 日本商業学会
- ビジネスクリエイター研究学会評議員[2]
- 経営関連学会協議会理事[3]
- 日本企業経営学会理事[4]
- 組織学会

## 著書
- 単著『経営戦略の誤謬：デザイン思考とイノベーション』（同文館出版、2025年）
- 共著『アントレプレナーシップの原理と展開 ―企業の誕生プロセスに関する研究』高橋徳行・大驛潤・大月博司編（千倉書房、2023年）
- 共著『翻訳版：マーケティング・デザイン』石井淳蔵・廣田章光・坂田隆文編（台湾商周出版、2021年）
- 単著『流通政策の理路 ―流通システムの再編と政策展開』（千倉書房、2019年）
- 共著『マーケティング・デザイン』石井淳蔵・廣田章光・坂田隆文編（碩学舎、2016年）
- 単著『マーケティング・マネジメント論』（学文社、2012年）
- 単著『Japanese Marketing Channels』（Tectum Verlag、2006年）
- 単著『Strategic Management between Company and Nonprofit Organization』（Cuvillier Verlag、2006年）
- 共著『eコマースシステム技術大系』国領二郎ほか編（フジテクノシステムズ、2001年）
- 共著『社会情報学：システム』東京大学編（東京大学出版会、1999年）